# 金曜日の恋人たちへ
『金曜日の恋人たちへ』（きんようびのこいびとたちへ）は、2000年1月14日より3月17日まで毎週金曜日22:00 - 22:54に、TBS系列の「金曜ドラマ」枠で放送されていた日本のテレビドラマ。主演は藤原紀香。

## キャスト
- 鎌倉まどか - 藤原紀香
- 田辺春樹 - 高橋克典
- 中村香織 - 水野真紀
- 岸本拓美 - 伊原剛志
- 武井祐治 - 宇崎慧
- 榎本喜美子 - 鈴木砂羽
- 宮田明 - 田口浩正
- 宮田瞳 - 黒谷友香
- 秋山充 - 坂口憲二
- 佐藤緑 - 梅宮万紗子
- 山下真人 - 佐々木蔵之介
- 牧原啓輔 - 黒部進
- 黒田光太郎 - 古谷一行
- 村上玲子 - 野際陽子
- 小林隆
- こぐれ修

## スタッフ
- 脚本 - 中山乃莉子
- 音楽 - 中村幸代
- プロデュース - 森田光則
- 演出 - 森田光則、倉貫健二郎、冨田勝典、高野英治
- 制作 - ドリマックス・テレビジョン、TBS

## テーマ曲
- 主題歌：GLAY「HAPPINESS -WINTER MIX-」
- エンディングテーマ：LU⊃A「Prayer」

## 放送日程
| 各話                                                       | 放送日        | サブタイトル     | 演出       | 視聴率 |
| ---------------------------------------------------------- | ------------- | ---------------- | ---------- | ------ |
| Chapter 1                                                  | 2000年1月14日 | 雨のめぐり逢い   | 森田光則   | 18.0%  |
| Chapter 2                                                  | 2000年1月21日 | せつない恋の予感 | 倉貫健二郎 | 14.7%  |
| Chapter 3                                                  | 2000年1月28日 | この胸のときめき | 富田勝典   | 12.1%  |
| Chapter 4                                                  | 2000年2月04日 | はじめてのキス   | 高野英治   | 13.4%  |
| Chapter 5                                                  | 2000年2月11日 | 抱きしめられて   | 森田光則   | 10.9%  |
| Chapter 6                                                  | 2000年2月18日 | 恋と友情の間で   | 倉貫健二郎 | 11.4%  |
| Chapter 7                                                  | 2000年2月25日 | 禁じられた恋     | 富田勝典   | 11.0%  |
| Chapter 8                                                  | 2000年3月03日 | 許されざる初夜   | 富田勝典   | 14.8%  |
| Chapter 9                                                  | 2000年3月10日 | 訣別のナイフ     | 森田光則   | 11.5%  |
| Last Chapter                                               | 2000年3月17日 | ラストコンサート | 森田光則   | 12.6%  |
| 平均視聴率 13.0%（視聴率は関東地区・ビデオリサーチ社調べ） |               |                  |            |        |